# Station Dammartin - Juilly - Saint-Mard
Station Dammartin - Juilly - Saint-Mard is een spoorwegstation aan de spoorlijn spoorlijn La Plaine - Hirson en Anor. Het ligt in de Franse gemeente Saint-Mard, vlak bij Juilly in het departement Seine-et-Marne (Île-de-France).

## Ligging
Het station ligt op kilometerpunt 34,261 van de spoorlijn spoorlijn La Plaine - Hirson en Anor.

## Diensten
Het station wordt aangedaan door treinen van Transilien lijn K (Paris-Nord - Crépy-en-Valois). Ook doen treinen van TER Picardie tussen Paris-Nord en Laon het station aan.

## Vorig en volgend station
| Richting   | Vorig station        | Lijn    | Volgend station       | Richting        |
| ---------- | -------------------- | ------- | --------------------- | --------------- |
| Paris-Nord | Thieux - Nantouillet | Trans K | Le Plessis-Belleville | Crépy-en-Valois |